# Rattus fuscipes
O Rattus fuscipes é um pequeno animal noturno nativo da Austrália. Trata-se de um onívoro e uma das espécies de ratos indígenas mais comuns do continente, amplamente encontrada em áreas de charneca em Victoria e Nova Gales do Sul.

## Taxonomia
A descrição da espécie por George Robert Waterhouse foi publicada na segunda parte da série Zoology of the Voyage of H.M.S. Beagle, editada por Charles Darwin. Inicialmente, a espécie foi classificada no gênero Mus, uma categoria mais ampla na época, sendo posteriormente transferida para o gênero Rattus. O espécime-tipo foi coletado enquanto o HMS Beagle estava ancorado em King George Sound, um porto no sudoeste do continente. Darwin registrou a captura como "apanhado em uma armadilha com queijo, entre os arbustos...". O local-tipo foi determinado como Little Grove [en], Austrália Ocidental, a 6 km ao sul do Monte Melville, na cidade de Albany. A população é considerada parte do grupo de espécies fuscipes, já que a espécie recebeu diferentes tratamentos de subespécies.
Quatro subespécies são reconhecidas, cada uma ocupando regiões ou habitats distintos:
- Rattus fuscipes assimilis: comum na região costeira do sul e leste do continente, de Rockhampton, Queensland, até Timboon, em Victoria;

- Rattus fuscipes coracius: nordeste de Queensland, em Cooktown e Townsville, em florestas tropicais de baixa ou alta altitude;

- Rattus fuscipes fuscipes: a subespécie nominal, encontrada no sudoeste da Austrália, de Jurien Bay até a Baía de Israelite;

- Rattus fuscipes greyii: subespécie do sul, distribuída da Península de Eyre até o oeste de Portland, em Victoria.

A subespécie R. fuscipes coracius já foi considerada mais próxima geneticamente da espécie do Cabo York, Rattus leucopus, com a qual compartilha área de distribuição, mas evidências posteriores não corroboraram essa similaridade morfológica.

## Descrição
Embora não haja muitas características que distingam facilmente o Rattus fuscipes de outras espécies de Rattus, ele é caracterizado por possuir pequenas bolhas timpânicas e um forame incisivo reto. Adultos são menores que o Rattus lutreolus [en], e as almofadas dos pés do Rattus fuscipes são rosadas, enquanto as do Rattus lutreolus são marrom-escuras. Os pelos dos pés são curtos e pálidos, exceto na subespécie Rattus fuscipes coracius, que é visivelmente mais escura. Os pés são pentadáctilos, com garras em todos os dedos. A cauda é marrom-rosada, quase sem pelos, com escamas sobrepostas que dão uma aparência anelada evidente. A espécie exibe dimorfismo sexual: os machos são maiores que as fêmeas. Seus olhos grandes e proeminentes os diferenciam do Rattus leucopus, de focinho mais estreito, onde suas distribuições se sobrepõem.
A espécie varia muito em coloração e tamanho. O comprimento combinado da cabeça e do corpo vai de 100 a 205 mm, e a cauda mede de 100 a 195 mm, com medidas aproximadas entre os indivíduos. A pelagem ventral é cinza-clara ou creme, mesclando-se com o flanco ruivo e o marrom mais escuro da parte superior; a cor geral é cinza ou marrom-avermelhada. O pé traseiro tem de 30 a 40 mm, e a orelha de 18 a 25 mm. O peso médio, variando de 50 a 225 g, é de 125 g. O número de mamilos varia entre as populações regionais: as fêmeas têm um par de mamilos peitorais e quatro na região inguinal, exceto no norte de Queensland, onde os mamilos peitorais estão ausentes.

## Distribuição e habitat
O Rattus fuscipes é encontrado principalmente nas regiões costeiras do sul e leste da Austrália. Embora predomine em terras baixas, também ocorre em altitudes mais elevadas nos Alpes Australianos. Sua distribuição costeira inclui algumas ilhas próximas, como a Ilha dos Cangurus. A subespécie sudoeste, R. fuscipes fuscipes, ocupa florestas esclerófilas de regiões de alta pluviosidade. Ao longo da costa sul, a subespécie R. fuscipes greyii habita áreas áridas, enquanto assimilis é encontrada de Victoria a Queensland.
O habitat do R. fuscipes é terrestre, preferindo áreas úmidas com sub-bosque denso. A espécie constrói uma toca rasa que leva a uma câmara-ninho forrada com grama e outra vegetação.

## Ameaças
Entre as maiores ameaças ao Rattus fuscipes estão as raposas-vermelhas e os gatos ferais, ambas espécies introduzidas. Evidências indicam que a incidência de incêndios pode aumentar a predação desses ratos, devido à remoção do sub-bosque que geralmente os protege.

## Dieta
O Rattus fuscipes não apresenta grande sobreposição alimentar com outras espécies locais de roedores. No verão, consome principalmente frutas, artrópodes e sementes, mas no inverno sua principal fonte de alimento é uma espécie específica de ciperácea. Em florestas, alimenta-se sobretudo de fungos e material vegetal fibroso. Foram observados se alimentando de néctar sem danificar as flores, provavelmente auxiliando na polinização.

## Comportamento

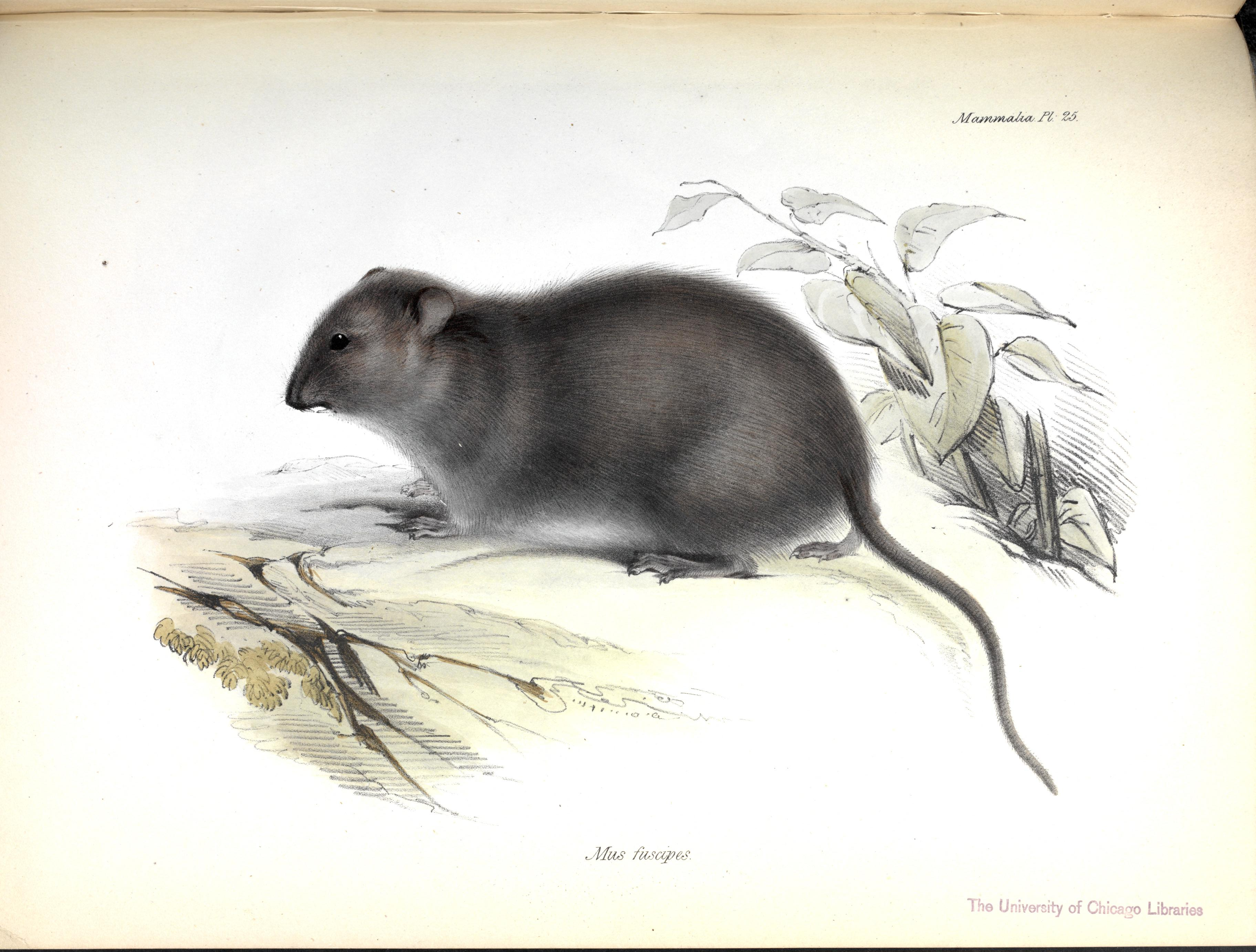
Ilustração acompanhando a primeira descrição.

É principalmente herbívoro, consumindo fungos e tecidos vegetais, mas inclui artrópodes na dieta.
Eles tendem a evitar áreas impactadas por humanos, e suas populações diminuem com o aumento de influências antropogênicas em uma região.

### Comportamento reprodutivo
A reprodução do Rattus fuscipes começa por volta de novembro, com ninhadas geralmente entre 4 e 5 filhotes. A maioria dos indivíduos não sobrevive até um segundo ciclo reprodutivo devido à curta expectativa de vida. O período de gestação varia entre 22 e 24 dias. O "berçário" é sua toca, e o período de amamentação dura cerca de 20 a 25 dias.